# Don Quijote
Don Quijote je glavni lik u romanu El ingenioso hidalgo Don Quijote de la Mancha, kojeg je napisao Miguel de Cervantes. Ponekad se naziv ovog romana ili lika piše arhaičnim španjolskim oblikom (Don Quixote), također je kod nas moguće naći i naziv Don Kihot.
Na hrvatski je knjigu preveo Iso Velikanović 1915. Njegov je prijevod redigirao i napomenama popratio Josip Tabak, te je takav objavljen 1951. Bistri vitez Don Quijote od Manche smatra se jednim od najboljih prijevoda na hrvatski uopće.

## Radnja
Roman se sastoji iz dva dijela: prvi, nazvan El ingenioso hidalgo Don Quijote de la Mancha, objavljen 1605. i drugi, Segunda parte del ingenioso caballero Don Quijote de la Mancha, objavljen 1615. (godinu dana prije autorove smrti). 1614. godine, između prvog i drugog dijela, pisac sa pseudonimom Alonso Fernandez de Avellaneda je objavio lažni nastavak. Iz ovog razloga, drugi dio Don Quijotea ima nekoliko aluzija na krivotvoritelja, koga Quijote grdi. Drugi dio knjige se završava sa smrću Don Quijotea (tako da ni jedan drugi lažni pisac ne može eksperimentirati s Cervantesovom ličnošću).   
Cervantes govori da su prva poglavlja knjige došla iz Kronika La Manche, a da je ostala knjiga prevedena s rukopisa, koji je prvobitno bio na arapskom jeziku i koga je napisao izvjesni Cide Hamete Benengeli. Ovi i drugi spisateljski izvori su parodija na viteški žanr.
Radnja pokriva putovanja i avanture Don Quijotea i njegovog štitonoše, Sancha Panze. Alonso Quijano ili Quesada je obični Španjolac (hidalgo, najniži red španjolskog plemstva) koji je opsjednut pričama o viteškim lutanjima (libros de caballerias).  Njegovi prijatelji i obitelj smatraju ga ludim kada on odluči uzeti ime Don Quixote de la Mancha i osobno postane vitez lutalica (don je bila titula višeg plemstva, dok je quixote na španjolskom jeziku označavao dio oklopa). Onda odlučuje lutati Španjolskom na svom mršavom konju Rocinantu, ispravljajući nepravde i braneći ugnjetavane.  
Don Quijote je vidno lud za mnoge ljude. On vjeruje da su obične krčme začarani dvorci, a mlade seljanke prelijepe princeze. On zamjenjuje vjetrenjače za divove koje su poslali zli čarobnjaci. On zamišlja seljanku iz susjedstva da je Dulcinea del Toboso, prelijepa djevica kojoj je on zaklet u ljubavi i odanosti.  
Sancho Panza, njegov naivni štitonoša, vjeruje da je njegov gospodar malo lud, u stvarnosti on vjeruje da nema nikakve Dulcineje, ali ipak pristaje pratiti gospodara, nadajući se da će se obogatiti. On i Don Quijote se slažu da, pošto Dulcinea nije jako lijepa i ne miriše kao što bi trebala mirisati, mora biti začarana, i od tada pa na dalje oni idu na misiju da je odčaraju. 
Gospodar i njegov perjanik (štitonoša, sluga...) prolaze kroz kompleksne promijene i razvitak kroz priču, i svaki lik uzima atribute drugoga kako radnja teče. Pri kraju druge knjige, Quijote spoznaje da su njegove radnje bile ludost i odlučuje se vratiti kući kako bi umro. Sancho ga moli da ne odustaje, predlažući mu da uzmu uloge pastira, koji su tada bili redovno junaci pastoralnih poema i priča. 
Gospodar i perjanik imaju razne avanture, često rezultirajući u više štete nego dobra unatoč njihovim plemenitim namjerama. Upoznaju kriminalce poslane na galije, i postaju žrtve šale kneževskog para, kada je Sancho promoviran u upravitelja nepostojećeg otoka Barataria.

## Važnost
Don Quijote se često spominje kao najbolje djelo fikcije svih vremena. On se nalazi u jedinstvenoj poziciji između srednjovjekovne viteške romanse i modernog romana. Kavaljerske romanse (viteški romani) su gotovo uvijek nepovezane priče s malo istraživanja unutarnjeg života glavnog lika. Moderni roman, naravno, gotovo je uvijek fokusiran na psihološku evoluciju pojedinačnih likova. U prvom dijelu romana, Quijote se nameće društvu i okolini. U drugom dijelu, on više nije fizički sposoban, ali ga ljudi znaju, pošto su pročitali njegove avanture, pa mora raditi manje da bi održao svoj ugled. Do svoje smrti, on je počeo preuzimati novi identitet, uključujući i nadimak, Dobri.    

## Popis glavnih likova
Don Quijote - heroj romana. Quijote odlazi na misiju da oživi viteštvo u svijetu koji ga je odbacio. On vjeruje samo u ono u što želi vjerovati i svijet vidi puno drugačije od ostalih ljudi. Pridjev kihotski znači idealistički i nepraktičan, i izveden je iz imena protagonista, a izraz jurišati na vjetrenjače je također izveden iz doživljaja Don Quijotea.  
Sancho Panza - Quijoteov perjanik. On je Don Quijotova potpuna suprotnost, kako duhom, tako i tijelom. Onaj visok i mršav, ovaj nizak i debeo. Primjer jednostavnog čovjeka iz naroda koji je naučen poštovati autoritete, ali ne i razmišljati o visokim temama. Zdrave je i bistre pameti i kad treba lukav, iako ne baš i obrazovan i načitan. Svjestan je Don Quijoteova ludila, ali ga svejedno nikad ne napušta u nevolji jer su mu važniji osjećaji odanosti i prijateljstva nego vlastita korist. Voli dobro pojesti i popiti i općenito uživati u životu.

## Filmovi i ikonografija
Nekoliko je filmova snimljeno o Don Quijoteu, uključujući:
- Don Quijote (1933.), kojeg je režirao Georg Wilhelm Pabst.
- Čovjek La Manche (Man of La Mancha) (1972.), režirao Arthur Hiller (također napravljen mjuzikl)
- El Quijote de Miguel de Cervantes (1991.), televizijske miniserije, režirao Manuel Gutiérrez Aragón
- Don Quijote, koga je počeo snimati Orson Welles, ali ga nikada nije završio; druga verzija je bila Jesusa Franca (1992.)
- Don Quijote, režirao Piter Yates.
- Izgubljeni u La Manchi (2002.), dokumentarac o neuspjelom pokušaju snimanja filma o Don Quijoteu.

Hanna-Barbera je izdala animirani film Don Quijote i Sancho Pansa.
Don Quijote je inspirirao mnoge slikare kao što su Pablo Picasso, Salvador Dali, Antonio de la Gandara i Gustave Dore.
Opera Don Quijote je premijerno izvedena u Operi Monte Carla 24. veljače 1910. godine, a autor joj je Jules Massenet. Glavna uloga je bio legendarni ruski bas Fjodor Šaljapin, za koga je uloga i napisana.

## Vanjske poveznice
- bilješke o romanu